# Rinus Van de Velde
Rinus Van de Velde, né en 1983 à Louvain, est un artiste plasticien belge. Il vit et travaille à Anvers,.

## Biographie
Rinus Van de Velde est diplômé de l'Académie royale des beaux-arts d'Anvers. À l'origine sculpteur, il abandonne petit à petit ce medium pour se consacrer au dessin, d'abord en couleur, puis en noir et blanc, au fusain. Il est exposé en Europe et aux États-Unis. Ses œuvres sont souvent assez narratives, et accompagnées de courts textes. Il est lauréat du prix de l'art en 2004 à Oud-Heverlee, Belgique.
En 2016, il participe à la campagne de la maison Dior.

## Expositions (sélection)
- 2011 : Galerie Michael Zink, Munich
- 2013 : Rinus Van de Velde : CAC Málaga, Centro de Arte Contemporáneo de Málaga[6],
- 2022 : Rinus Van de Velde. Inner travels, Bozar, Bruxelles[7].